# Билтин (департамент)
Билтин е департамент, разположен в регион Уади Фира, Чад. Департаментът се поделя на под-префектурите: Ам Зоер, Арада, Билтин, Мата. Негов административен център е град Билтин.